# Horst Steinkühler
Horst Steinkühler (* 17. Oktober 1936 in Oerlinghausen) ist ein deutscher Politiker (SPD) und ehemaliges Mitglied des Landtags von Nordrhein-Westfalen.

## Leben und Beruf
Nach dem Besuch der Volksschule absolvierte Steinkühler von 1951 bis 1953 eine Lehre als Weber und war anschließend in diesem Beruf tätig, ab 1963 als Industriemeister. Von 1966 bis 1980 arbeitete er als Hausmeister am Städtischen Gymnasium Oerlinghausen (dem späteren Niklas-Luhmann-Gymnasium).
1957 trat Steinkühler der SPD bei. Er war in zahlreichen Parteigremien aktiv, so etwa von 1981 bis 1992 als Vorsitzender des SPD-Unterbezirks Lippe. Von 1951 bis 1965 war er Mitglied der Gewerkschaft Textil-Bekleidung und seit 1966 Mitglied der Gewerkschaft Öffentliche Dienste, Transport und Verkehr (ab 2001 Vereinte Dienstleistungsgewerkschaft).

## Politik
Vom 29. Mai 1980 bis zum 1. Juni 2000 war Horst Steinkühler Mitglied des Landtags von Nordrhein-Westfalen. Er wurde vier Mal in Folge im Wahlkreis 113 (Lippe I) direkt gewählt. In der 10. und 11. Wahlperiode amtierte er als stellvertretender Vorsitzender des Ausschusses für Ernährung und Tierschutz sowie des Ausschusses für Landwirtschaft, Forsten und Naturschutz, in der 12. Wahlperiode als stellvertretender Vorsitzender des Petitionsausschusses.
Von 1984 bis 1996 war er mit einer kurzen Unterbrechung Mitglied im Stadtrat der Stadt Oerlinghausen und von 1984 bis 1989 ehrenamtlicher Bürgermeister der Stadt.

## Ehrungen
1997 wurde Horst Steinkühler mit dem Bundesverdienstkreuz geehrt. Nach ihm ist der Horst-Steinkühler-Preis benannt, den der SPD-Ortsverein Oerlinghausen seit 2000 jährlich an Persönlichkeiten verleiht, die sich durch hervorragendes soziales Engagement auszeichnen.